# Ander Guevara
Ander Guevara Lajo (* 7. Juli 1997 in Vitoria-Gasteiz) ist ein spanischer Fußballspieler, der aktuell bei Deportivo Alavés unter Vertrag steht.

## Karriere
Der in Vitoria-Gasteiz geborene Ander Guevara begann mit dem Fußballspielen beim lokalen Verein Deportivo Alavés und wechselte im Jahr 2012 in die Nachwuchsabteilung von Real Sociedad aus Donostia-San Sebastián. Nachdem er zuvor für Real Sociedad C in der viertklassigen Tercera División gespielt hatte, bestritt er am 1. Oktober 2016 (7. Spieltag) bei der 1:2-Heimniederlage gegen den CF Fuenlabrada sein Debüt für die Reservemannschaft Real Sociedad B in der dritthöchsten spanischen Spielklasse, als er in der 60. Spielminute für Iker Olaizola eingewechselt wurde. In der Saison 2016/17 absolvierte er 13 Ligaspiele für die Reserve. Am 17. Juni 2017 unterzeichnete er einen Dreijahresvertrag und wurde endgültig in die B-Mannschaft befördert.
Er wurde in der Spielzeit 2017/18 zu einem unumstrittenen Stammspieler in der Reserve. Am 26. Oktober 2017 gab er sein Debüt in der ersten Auswahl, als er beim 1:0-Auswärtssieg gegen Lleida Esportiu in der Copa del Rey 2017/18 in der 72. Spielminute eingewechselt wurde. Dies blieb in dieser Saison sein einziger Einsatz in der Herrenmannschaft, während er zu 34 Einsätzen in der B-Mannschaft kam. In der nächsten Spielzeit 2018/19 übernahm er die Kapitänsbinde der Reserve. Am 24. November 2018 erzielte er bei der 2:3-Heimniederlage gegen Real Oviedo B sein erstes Tor. Sein Ligadebüt gab er am 15. März 2019 (28. Spieltag) beim 1:1-Unentschieden gegen die UD Levante, als er über die volle Distanz der Partie auf dem Platz stand. Wenige Tage später zog er sich einen Muskelfaserriss zu und musste zwei Monate pausieren. In dieser Spielzeit bestritt er 26 Ligaspiele für die B-Mannschaft, in denen er ein Tor erzielte.
Am 7. Juni 2019 unterschrieb Ander Guevara einen neuen Fünfjahresvertrag bei den Txuri-urdinak und wurde in die erste Mannschaft befördert. Er etablierte sich als Rotationsspieler und drang im Dezember 2019 in die Startformation von Cheftrainer Imanol Alguacil. In der Rückrunde verpasste er jedoch zahlreiche Ligaspiele aufgrund einer Sprunggelenksverletzung und beendete die Spielzeit mit 14 Ligaeinsätzen.
Im Sommer 2023 wechselte er zu Deportivo Alavés.